# Lucas Miranda
Lucas Hardy Souza Fernandes de Miranda (Brasília, 22 de agosto de 2002) é um carateca brasileiro, medalha de prata nos Jogos Pan-Americanos de 2023.

## Carreira
No Campeonato Pan-Americano de Karatê Júnior, Cadete e Sub-21 de 2022, realizado em agosto, no México, obteve a medalha de prata na categoria Sub-21 +84 kg.
Nos Jogos Sul-Americanos de 2022, realizado em Assunção, no Paraguai, conquistou a medalha de prata na categoria +84 kg masculino.
Nos Jogos Pan-Americanos de 2023 realizado em Santiago, Chile, conquistou a medalha de prata na categoria +84 kg.